# Едоло
Едоло (итал. Edolo) је насеље у Италији у округу Бреша, региону Ломбардија.
Према процени из 2011. у насељу је живело 3926 становника. Насеље се налази на надморској висини од 672 м.

## Становништво
| 1951. | 1961. | 1971. | 1981. | 1991. | 2001. | 2011. |
| ----- | ----- | ----- | ----- | ----- | ----- | ----- |
| 4.433 | 4.200 | 4.256 | 4.485 | 4.420 | 4.291 | 4.509 |